# Club Olimpia (féminines)
La section féminine du Club Olimpia est un club féminin de football basé à Asuncion au Paraguay.

## Histoire
Le 13 juillet 1980, une équipe féminine de l'Olimpia dispute un match face à Ciudad Presidente Stroessner, à la mi-temps d'une rencontre Olimpia-Guaraní. Le football est alors interdit pour les femmes au Paraguay, et il n'y aura plus d'équipe féminine à l'Olimpia pendant une vingtaine d'années.
Le football féminin est finalement autorisé, et le premier match officiel a lieu en 1997. Le Club Olimpia ne tarde pas à rejoindre le championnat.
En 2022, le club décroche son premier titre en remportant le tournoi d'ouverture du championnat devant Libertad-Limpeño. L'Olimpia remporte tous ses matches, et se qualifie pour la Copa Libertadores 2022. Le club conserve sa couronne lors du tournoi de clôture, remportant donc le championnat 2022, puis réalise le triplé avec le tournoi d'ouverture 2023.
En Copa Libertadores, l'Olimpia remporte le premier match de son histoire face aux Boliviennes d'Always Ready (2-0). Les Paraguayennes perdent ensuite d'une courte tête (1-2) contre les Colombiennes du Deportivo Cali, avant d'être balayées 4-0 et éliminées par les Brésiliennes de Corinthians.

## Palmarès
Championnat du Paraguay (1) :
- Champion en 2022

Tournoi d'ouverture du championnat du Paraguay (2) :
- Vainqueur en 2022 et 2023

Tournoi de clôture du championnat du Paraguay (1) :
- Vainqueur en 2022

## Rivalités
L'Olimpia dispute le clásico face à Cerro Porteño.